# Hoppestad
Hoppstad este o localitate din comuna Skien, provincia Telemark, Norvegia, cu o suprafață de  km² și o populație de  locuitori (2013).